# 넛재
넛재는 경상북도 봉화군 석포면과 소천면의 경계에 있는 고개로, 높이는 해발 896m, 국도 제31, 35호선이 통과한다. 과거에는 터널 없이 도로가 그대로 산을 넘어갔으나 2007년부터 태백시와 봉화군 사이를 더 빠르게 다닐 수 있도록 국도 직선화 공사를 시작, 10년 만인 2018년 1월 30일 넛재를 통과하는 터널 8개를 포함한 도계-소천간 신 국도가 개통되었다. 이에 따라 구불구불한 도로 선형이 대폭 개선되어 위험도가 감소했으며 통행거리가 30km에서 20.2km로 단축되었다.

## 같이 보기
- 한국의 고개